# Osnabrücker Kammermusiktage
Die Osnabrücker Kammermusiktage, auch Festival ‘Classic Con Brio’ genannt, wurden 1997 gegründet, und finden seither jährlich im Frühjahr in Osnabrück und Umgebung statt. Ausgerichtet werden die Kammermusiktage vom Schlossverein Osnabrück e. V.
Das Festival hat sich unter anderem der Vernetzung europäischer Kammermusik verschrieben. Gleichzeitig möchte es junge europäische Musiker unter Einbezug der Studierenden der Osnabrücker Fachhochschule und Universität fördern.
Bei den 12. Osnabrücker Kammermusiktagen hatte Hubert Buchberger die künstlerische Leitung; Schirmherr war Hans-Gert Pöttering. Unter anderem traten bekannte Musiker auf wie zum Beispiel die Geiger Priya Mitchell und Hubert Buchberger, die Bratschisten Vladimir Mendelssohn und Hariolf Schlichtig, der Pianist Alfredo Perl, der Klarinettist Martin Spangenberg sowie das Storioni-Trio, Amsterdam.
2020 wurde das inzwischen als „Musikfestival“ bezeichnete Programm in verschiedenen Spielstätten durchgeführt. 2021 fanden die Konzerte fast alle in der Herz-Jesu-Kirche in Osnabrück statt. In diesen beiden Jahren hatte der Osnabrücker Landtagsabgeordnete Burkhard Jasper die Schirmherrschaft.